# Sonja Schlesin

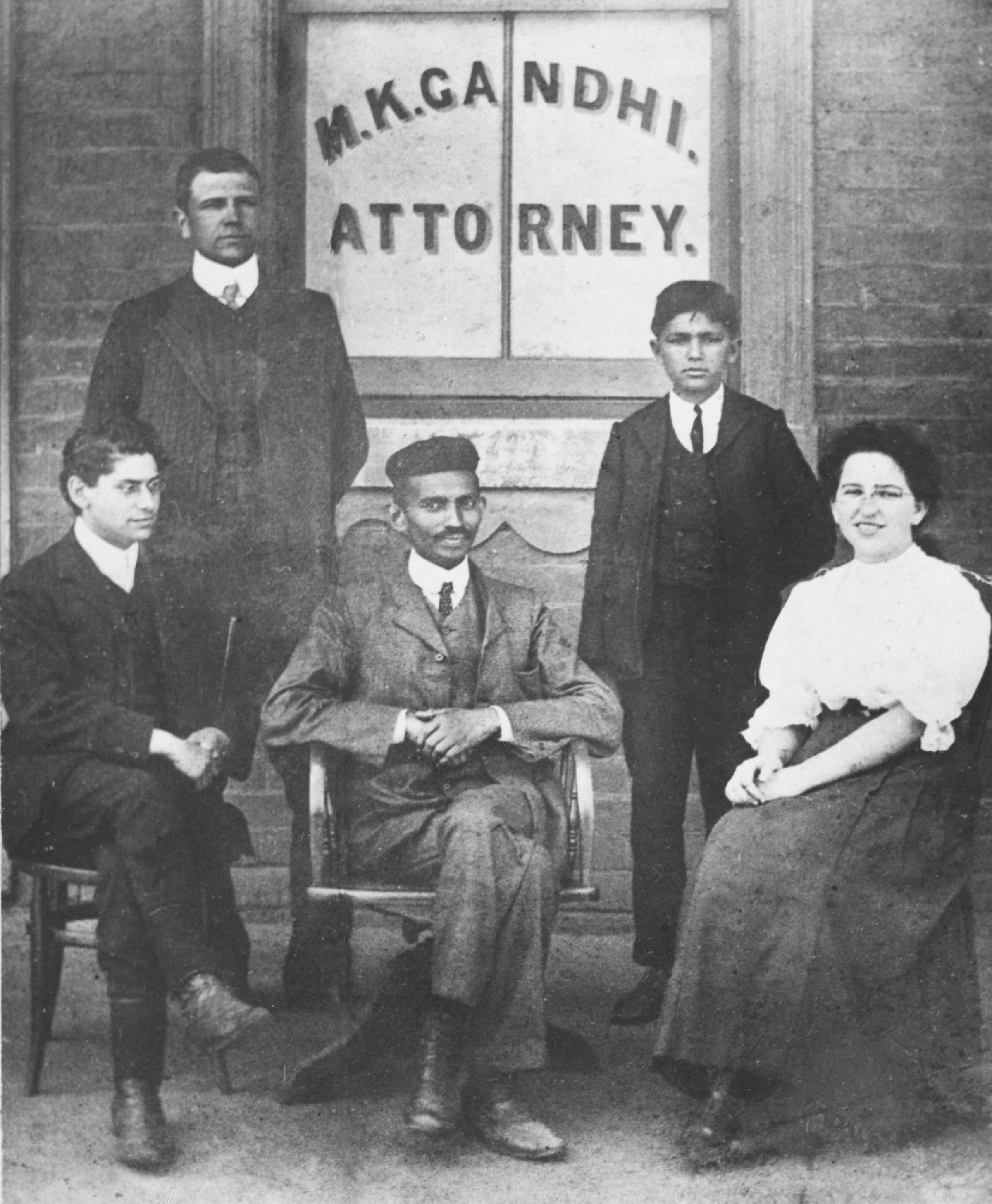
Gandhi und Schlesin in Johannesburg (1905)

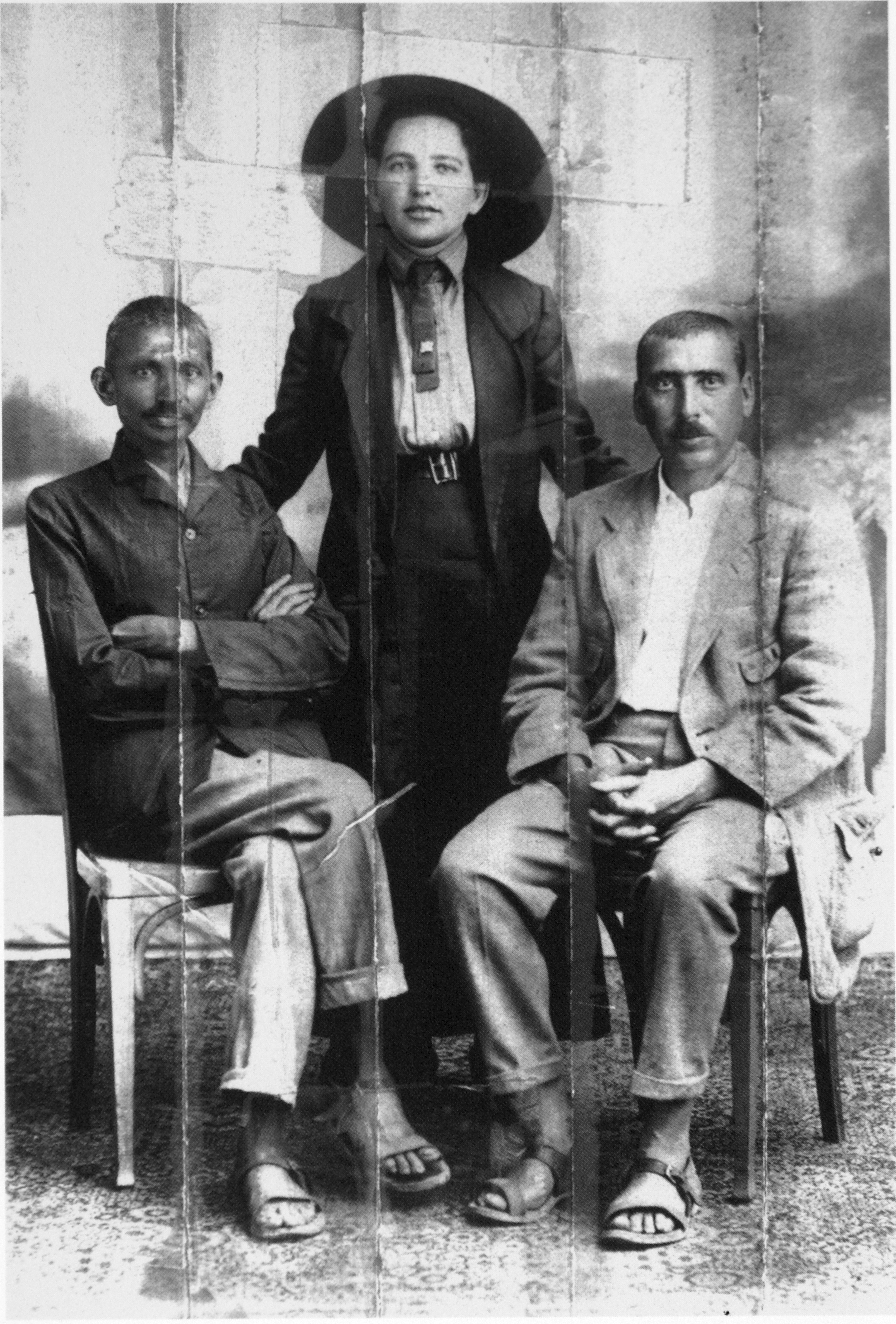
Schlesin auf einem Foto Kallenbachs (1913)

Sonja Schlesin (geboren 6. Juni 1888 in Moskau, Russisches Kaiserreich; gestorben 6. Januar 1956 in Johannesburg) war eine südafrikanische Bürgerrechtlerin und Mitarbeiterin Mohandas Gandhis.

## Leben
Schlesins jüdische Eltern wanderten 1902 nach Südafrika aus. Mit siebzehn Jahren wurde sie durch Vermittlung von Hermann Kallenbach als Anwaltssekretärin Gandhis in dessen 1903 neugegründeter Anwaltskanzlei in Johannesburg eingestellt. Gandhi vertrat die Interessen der nach Südafrika zugewanderten indischen Arbeiter und kleinen Gewerbetreibenden. Er organisierte den Widerstand der Inder gegen die rassistische Diskriminierung sowie den Streik der indischen Goldminenarbeiter und entwickelte in dieser Zeit mit der Satyagraha eine neue Form des Widerstands. Während seiner wiederholten Inhaftierungen in den Kampagnen 1906, 1909 und 1913 organisierte Schlesin Gandhis Anwaltsbüro und die von dort geführten Organisationen. 1908 schrieb sie die Rede, die Gandhi gegen die Registrierung der Inder unter dem „Black Act“ hielt.
Nachdem der „Black Act“ 1914 zurückgezogen wurde, ging Gandhi nach Großbritannien und ihre Wege trennten sich. Schlesin machte am University College of Johannesburg eine Ausbildung als Lehrerin und erhielt 1926 einen Master of Arts nun an der University of Witwatersrand. Die nächsten Jahre arbeitete sie als Lateinlehrerin in einer High School in Krugersdorp. Im Jahr 1953 begann sie noch ein Studium der Rechtswissenschaften an der University of Natal, das sie aber nicht mehr abschließen konnte.
Unter den Hauptfiguren der 1980 uraufgeführten Oper Satyagraha von Philip Glass sind Miss Schlesen [sic!], M.K. Gandhi, Mr. Kallenbach und Parsi Rustomji.